# Andreas Walser
Pour les articles homonymes, voir Walser.
 (juin 2024).
La mise en forme du texte ne suit pas les recommandations de Wikipédia : il faut le « wikifier ».
Les points d'amélioration suivants sont les cas les plus fréquents. Le détail des points à revoir est peut-être précisé sur la page de discussion.
- Les titres sont pré-formatés par le logiciel. Ils ne sont ni en capitales, ni en gras.
- Le texte ne doit pas être écrit en capitales (les noms de famille non plus), ni en gras, ni en italique, ni en « petit »…
- Le gras n'est utilisé que pour surligner le titre de l'article dans l'introduction, une seule fois.
- L'italique est rarement utilisé : mots en langue étrangère, titres d'œuvres, noms de bateaux, etc.
- Les citations ne sont pas en italique mais en corps de texte normal. Elles sont entourées par des guillemets français : « et ».
- Les listes à puces sont à éviter, des paragraphes rédigés étant largement préférés. Les tableaux sont à réserver à la présentation de données structurées (résultats, etc.).
- Les appels de note de bas de page (petits chiffres en exposant, introduits par l'outil «  Source ») sont à placer entre la fin de phrase et le point final[comme ça].
- Les liens internes (vers d'autres articles de Wikipédia) sont à choisir avec parcimonie. Créez des liens vers des articles approfondissant le sujet. Les termes génériques sans rapport avec le sujet sont à éviter, ainsi que les répétitions de liens vers un même terme.
- Les liens externes sont à placer uniquement dans une section « Liens externes », à la fin de l'article. Ces liens sont à choisir avec parcimonie suivant les règles définies. Si un lien sert de source à l'article, son insertion dans le texte est à faire par les notes de bas de page.
- La présentation des références doit suivre les conventions bibliographiques. Il est recommandé d'utiliser les modèles {{Ouvrage}}, {{Chapitre}}, {{Article}}, {{Lien web}} et/ou {{Bibliographie}}. Le mode d'édition visuel peut mettre en forme automatiquement les références.
- Insérer une infobox (cadre d'informations à droite) n'est pas obligatoire pour parachever la mise en page.

Pour une aide détaillée, merci de consulter Aide:Wikification.
Si vous pensez que ces points ont été résolus, vous pouvez retirer ce bandeau et améliorer la mise en forme d'un autre article.

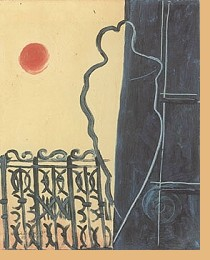
Un tableau d'Andreas Walser.

Andreas Walser (né le 13 avril 1908 à Coire dans le canton des Grisons et mort le 19 mars 1930 à Paris) était un peintre, écrivain et photographe suisse.

## Biographie

### 1908-1928
Andreas Walser né le 13 avril 1908 à Coire. Deuxième fils du doyen et pasteur de la ville Peter Walser (1871-1938) et de son épouse Else (née Gerber ; 1883-1935). Il y termine ses études secondaires à l'école cantonale des Grisons de 1921 à 1928. Jeune adulte, il installe son atelier dans la maison de ses parents et copie des œuvres de Giovanni Giacometti (1868-1933) et Augusto Giacometti (1877-1947) qu'il a vu au Musée d'art des Grisons. Il se lie d'amitié avec Bruno Giacometti (1907-2012) et rejoint d'autres camarades de classe intéressés par l'art, tels que le futur architecte Rudolf Olgiati (1910-1995) et l'historien local Paul Zinsli (1906-2001).
À partir du printemps 1927, Andreas Walser écrit des articles, principalement sur des artistes visuels, qu'il fait paraître dans des quotidiens suisses. En février de la même année, il envoie des œuvres  à l'exposition « Jeunesse suisse et art du dessin » à la Kunsthalle de Berne. Son professeur de dessin au lycée, Hans Jenny (1866-1944), soutient Walser car il reconnaît son talent. Walser fabriquait des ex-libris pour ses amis et connaissances. Il rencontre l'écrivain Hermann Hiltbrunner (1893-1961) et fait également la connaissance de la soprano Bärby Hunger (1901-1986), qui restera l'une de ses plus proches confidentes jusqu'à sa mort.
En mai 1928, Walser reçoit la visite d'Augusto Giacometti, qui entretient les parents d'Andreas des bienfaits d'un séjour à Paris pour leur fils. Le 24 juin, une première visite à Ernst Ludwig Kirchner (1880-1938) a lieu à Davos. Plus tard au cours de l'été, il séjourne plus longtemps à Seewis dans le Prättigau, où il réalise ses premières grandes peintures. À l'automne 1928, Walser se rend à Paris pour la première fois avec la permission de ses parents ; il avait peu auparavant pris contact avec des artistes grisons déjà installés comme Paul Martig (1903-1962) et Leonhard Meisser, avec qui il se lie d'amitié.
Le premier logement de Walser à Paris fut l'Hôtel Edgar Quinet, Boulevard Edgar Quinet 17 dans le 14e. Arrondissement proche de la gare Montparnasse. À partir de la mi-octobre, il habite dans un complexe de studios au 16bis rue Bardinet. De nombreuses œuvres ont été réalisées dans l'atelier 4 de la Villa Léone, où Leonhard Meisser avait travaillé avant Walser. À partir d'octobre, Walser fréquente l'Académie Colarossi, l'un des nombreux centres privés de formation artistique, ainsi que des cours à l' Académie de la Grande-Chaumière, pour apprendre le dessin d'après modèle. C'est le début de son amitié avec l'étudiant Emmanuel Boudot-Lamotte (1908-1981). Walser fait également la connaissance du poète allemand Albert H. Rausch (1882-1949), qui publie sous le pseudonyme de Henry Benrath . Walser est resté en correspondance avec Augusto Giacometti et Ernst Ludwig Kirchner ainsi qu'avec Bärby Hunger. Il lui rendait visite régulièrement lors de ses voyages en Suisse. En décembre, il rencontre pour la première fois Pablo Picasso (1881-1973). Walser a passé Noël et le Nouvel An avec ses parents à Coire et en a également profité pour rendre visite à Kirchner.

### 1929
En janvier 1929, de retour à Paris, Andreas Walser fait la connaissance de Jean Cocteau (1889-1963), l'influent écrivain, artiste et cinéaste parisien. Il vivait actuellement dans une clinique de Saint Cloud en raison d'un traitement de sevrage à l'opium. Les contacts se firent initialement par lettres, mais à partir de mars, Walser rendit souvent visite à l'artiste. Il rencontre également le poète Georges Hugnet (1906-1974). Au cours du printemps, Walser rencontre de nombreux autres artistes et membres des cercles bohèmes parisiens. Il peint entre autres des portraits de Picasso, Cocteau, Giorgio de Chirico (1888-1978), mais aussi de Colette (1873-1954). Il rencontre au même moment Klaus Mann (1906-1949) et le peintre suisse Rudolf Zender (1901-1988).
À cette époque, Walser est influencé par Jean Fautrier (1898-1964) et s'engage dans la photographie d'avant-garde. Selon les archives de Walser, Maurice Tabard (1897-1984), qui lui a enseigné les bases du médium technique, et le photographe George Hoyningen-Huene (1900-1968) étaient collectionneurs de ses œuvres photographiques.
Il apprend également la technique du collage. Inspiré par Kirchner, qui était en contact avec l'étudiant du Bauhaus Fritz Winter (1905-1976), il envisage d'étudier au Bauhaus Dessau.
Les premiers succès commerciaux commencent à apparaître dès le début de 1929, en partie grâce au soutien de Picasso. Le collectionneur de Picasso Wilhelm Uhde (1874-1947) et la galerie Jeanne Bucher se sont lancés dans des ensembles d'œuvres plus importants. Un tableau de Walser est exposé à la Galerie Pierre en 1929. La galerie Quatre Chemins, dirigée par l'écrivain Maurice Sachs (1906-1945), présente des peintures de Walser au printemps et annonce une exposition personnelle pour l'automne.
Andreas Walser a probablement été en contact avec de la drogue dans le quartier de Cocteau. Fin avril, il échappe de peu à la mort à la suite d'une overdose. Il a passé la majeure partie de l'été dans les Grisons. Parallèlement, a lieu à Paris l'exposition Exposition d'art abstrait, réalisée par le groupe d'artistes Cercle et Carré et à laquelle Walser participe. Fin juillet, il rend visite à Kirchner et rencontre le peintre Fritz Winter à Wildboden.
Fin septembre, Walser emménage dans une chambre de l'hôtel Vénétia au 159 boulevard du Montparnasse . Il décide alors de peindre des tableaux plus grands et travaille à la traduction de l'œuvre des poètes Jean Desbordes (1906-1944) et René Crevel (1900-1935). En octobre, il rend visite à Bärby Hunger à Paris. En novembre, il écrit le poème en prose illustré Le balcon, qu'il dédie à son jeune frère Peter.

### 1930
Walser est en Suisse pour Noël et le Nouvel An 1929/1930. Sur le chemin du retour à Paris, il rendit visite à René Crevel à Leysin, atteint d'une maladie pulmonaire, et après cette visite, il recommanda à la poète et collectionneuse américaine Gertrude Stein (1874-1946) de jeter un œil aux œuvres du jeune artiste. Mi-janvier, Walser déménage au 6 rue Armand Moisant, dans le 15e arrondissement. Il partage le studio avec le musicien Guy de la Pierre. Fin janvier, Walser part en voyage à Marseille et en Corse avec le baron allemand HA von Maltzahn (Maltzan). Durant les trois à quatre semaines passées en Méditerranée, il semble se rétablir. Il dessine beaucoup, mais renonce à traduire le texte de Crevel. Le critique d’art, philosophe et écrivain allemand Carl Einstein (1885-1940) lui annonce sa visite.
Le 19 mars 1930, Andreas Walser décède des suites d'une overdose de drogue (Klaus Mann a cependant affirmé que Walser s'était suicidé). Il est enterré au cimetière de Thiais, en banlieue parisienne.

## Réception
Seule une partie de la succession de Walser atteint la Suisse. Ce n'est que dans les années 1980 qu'on apprend qu'un ensemble important d'œuvres créées là-bas avait été conservé à Paris. En novembre 1971, une petite exposition personnelle a lieu au Bündner Kunstmuseum de Coire. Les premières rétrospectives complètes sur la vie et l'œuvre de Walser ont été présentées en 1994 au Musée d'art des Grisons, en 1995 au Musée d'art de Winterthur et en 1996 au Centre Culturel Suisse à Paris. Une monographie détaillée sur Andreas Walser a été publiée en 2001. En 2004, la pièce radiophonique de Barbara Liebster , Je t'embrasse si complètement - mais de si loin, lointain et froid - a été créée à partir de lettres.  En 2005/2006, le Musée Kirchner de Davos a présenté l'exposition Andreas Walser - Amour, rêve et mort.

## Expositions
| 1994 | Musée d’art des Grisons Coire | Andreas Walser (Coire 1908 – 1930 Paris) Commissaire : Marco Obrist                                                                             |
| 1995 | Musée d’art de Winterthour    | Andreas Walser (Coire 1908 – 1930 Paris) Commissaire : Marco Obrist                                                                             |
| 1996 | Centre Culturel Suisse Paris  | Andréas Walser (Coire 1908 – 1930 Paris) – dessins, peintures et documents. Une exposition réalisée par Jean-Christophe Ammann et Marco Obrist. |
| 2005 | Musée Kirchner de Davos       | Andreas Walser – l'amour, les rêves et la mort Commissaire : Roland Scotti                                                                      |
| 2006 | Musée d’art des Grisons Coire | Andreas Walser et Gaudenz Signorell - Un dialogue. Commissaires : Marco Obrist et Beat Stutzer.                                                 |
| 2007 | Galerie Widmer Zurich         | Andreas Walser (1908-1930) – « La nuit est plus lumineuse que le jour ». Commissaire : Markus Schöb.                                            |
| 2015 | Katz Contemporain Zurich      | Feux follets. Andreas Walser avec Guido Baselgia, Ueli Alder, Willy Spiller & Robert B. Käppeli (exposition collective)                         |
| 2017 | Musée d’art des Grisons Coire | Andreas Walser. Et maintenant – je pars. Commissaire : Vera Kappeler                                                                            |

## Documentaire
- Heinz Bütler (scénariste et réalisateur) : La nuit est plus lumineuse que le jour - la courte vie du peintre Andreas Walser. NZZ, SFDRS, ZDF/3sat, 2007, 87 min  [3]